# سوداره

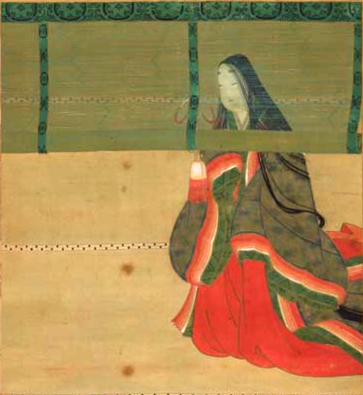
یک نقاشی از سی شوناگون ایستاده در پشت میسو.

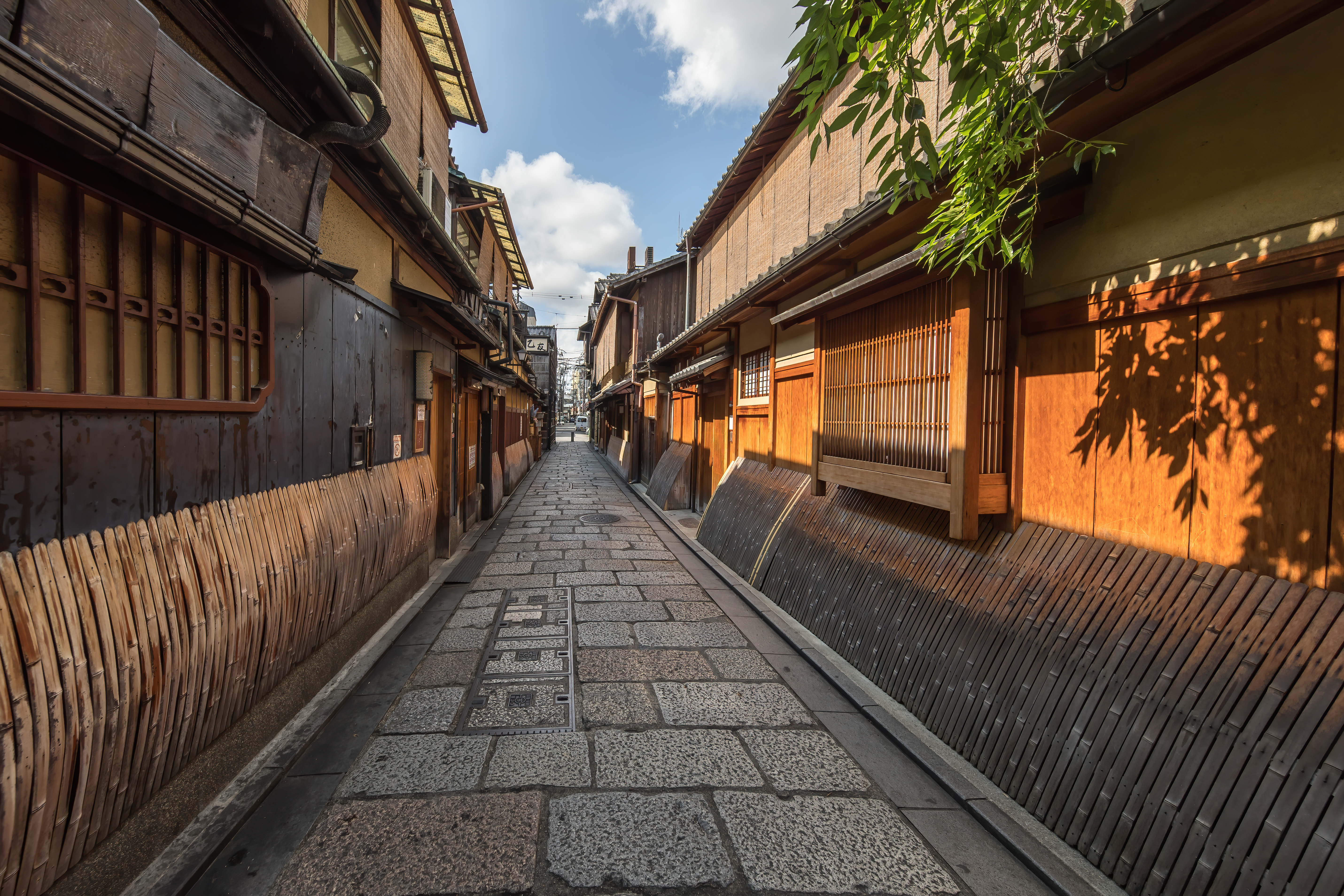
نگاره‌ای از کوچه‌ای سنگ‌فرش در کیوتو. پرده کرکره‌ای‌هایی که از پنجره‌های خانه‌ها آویزان هستند، در زبان ژاپنی سوداره نامیده می‌شوند.

سوداره (به ژاپنی: 簾 すだれ Sudare)، میسو (به ژاپنی: 御簾 みす misu) نوعی پرده یا پرده کرکره است که از چوب‌های بامبو نازک که به صورت موازی قرار گرفته یا دیگر مواد طبیعی درست شده‌است. این چوب‌ها وسیله یک ریسمان ساده، نخ رنگی یا دیگر مواد تزئینی به یکدیگر وصل شده‌اند و تشکیل یک پرده‌ای را می‌دهند که مانع از دید می‌شوند. آنها می‌توانند رول شوند یا از مسیر جمع شوند. یوشیزو، نوعی سودارهٔ غیر آویزان است و از نی قلم‌هایی که عمودی قرار گرفته‌اند ساخته شده و به عنوان پرده استفاده می‌شود.
سوداره در بسیاری از خانه‌های ژاپنی برای محافظت از ایوان و دیگر دهانه‌های ساختمان از نور خورشید، باران و حشره استفاده می‌شود. آنها به‌طور معمول در بهار قرار می‌گیرند و دوباره در پاییز پایین می‌آیند. ساختار سبک آنها باعث عبور نسیم می‌شود و این یک مزیت در تابستان‌های گرم ژاپن است. از آنجا که یافتن مصالح آنها به راحتی امکان‌پذیر است، می‌توان سوداره را با قیمت ارزان تهیه کرد.
جهت ساخت سوداره برای کاخ و ویلا‌های اشرافی از بامبو با کیفیت بالا، با ابریشم‌دوزی و گلدوزی طلا استفاده می‌شود. بعضی اوقات، اغلب در سمتی که به طرف داخل است نقاشی به نمایش گذاشته می‌شود، در بعضی از سوداره‌های چینی نقاشی‌هایی در سمت بیرون نیز وجود دارد.